# Bijela (Pakra)
Bijela este un râu din centrul Croației, un afluent de dreapta al râului Pakra. Este unul dintre cele mai mari râuri din vestul Slavoniei, curgând de la est la vest și permițând formarea de câmpuri fertile pe cursul său.

## Istorie
În Evul Mediu, zona Bijela a fost deținută în mare parte de familia nobiliară Tibold, în timp ce la mijlocul secolului al XVI-lea a fost cucerită de Imperiul Otoman. După eliberarea din 1699, a devenit parte a Regatului Slavoniei în cadrul Monarhiei Habsburgice.

## Geografie și hidrografie
Râul are aproximativ 59 de kilometri  lungime. Își are izvorul în muntele Ravna Gora, în apropiere de satul Novo Zvečevo, în vecinătatea geoparcului Papuk⁠(d), în regiunea de vest a Slavoniei. Cursul superior al râului curge spre vest, apoi se întoarce în apropierea satului Kapetanovo Polje la sud-vest, în cele din urmă se varsă în râul Pakra lângă satul Poljana.
De-a lungul cursului său, în Bijela curg apele mai multor afluenți, cum ar fi Željnjak, Brekinska, Miletina rijeka, Koritska rijeka, Orlovac și alții. Pentru navele mai mici, este navigabil într-o mare parte a traseului său de câmpie.
Bijela este o sursă importantă de alimentare cu apă publică, precum și pentru uz recreațional. Râul este cunoscut pentru pescuitul de agrement, ca de exemplu pescuitul sportiv. Cei mai reprezentați pești ai râului sunt păstrăvul brun, crapul comun și cosașul. În zona Bijela-Pakra există și câteva iazuri cu pești în apropiere (cum ar fi Pjeskara, Raminac sau Uljanik), disponibile pentru pescuitul sportiv, dar și pentru pescuitul comercial care este foarte important (Ribnjak Poljana).